# Harris Wofford
Harris Llewellyn Wofford, Jr. (New York, 9 aprile 1926 – Washington, 21 gennaio 2019) è stato un politico statunitense. È stato senatore della Pennsylvania dal 1991 al 1995 e ha ricoperto ruoli di rilievo all'interno del Partito Democratico.

## Infanzia
Wofford è nato nel 1926 a New York, figlio di Estelle Allison (Gardner) e Harris Llewellyn Wofford. Nacque in una ricca famiglia del sud. All'età di 11 anni accompagnò la nonna vedova in un giro del mondo durato sei mesi. Trascorse la vigilia di Natale a Betlemme, visitò Shanghai poco dopo che l'assedio da parte dell'esercito imperiale giapponese, trascorso del tempo in India, dove rimase affascinato da Gandhi e visitò Roma, in cui assisté ad una parata fascista.
Ha servito presso l'United States Army Air Forces durante la seconda guerra mondiale e nel 1948 si è laureato all'Università di Chicago. Dopo otto mesi in India grazie ad una borsa di studio, condusse uno studio su Gandhi recentemente assassinato, dopodiché tornò in America con sua moglie Clare. Successivamente si iscrisse alla Howard Law School, primo studente maschio bianco a farlo. Dopo due anni, concluse l'ultimo anno dei suoi studi a Yale Law School, dove ottenne la sua seconda laurea in legge nel giugno 1954. Iniziò la sua carriera nel pubblico servizio come assistente legale per il reverendo Theodore M. Hesburgh alla Commissione degli Stati Uniti sui diritti civili dal 1957 al 1959. Nel 1959, diventò professore di diritto all'Università di Notre Dame. Fu uno dei primi sostenitori del movimento per i diritti civili nel Sud nel 1950, accompagnando l'attivista indiano Ram Manohar Lohia in un viaggio nel sud nel 1951.
Wofford ha abbandonato la confessione episcopale, e si è convertito al cattolicesimo negli anni '80.

## Amministrazione Kennedy
Wofford incontrò per la prima volta John F. Kennedy nel 1947 ad una festa a casa di Clare Boothe Luce. La carriera politica di Wofford ebbe inizio nel 1960, quando Kennedy gli chiese di unirsi alla sua campagna presidenziale. Nel 1961, Kennedy lo nominò assistente speciale del Presidente per i diritti civili. Wofford raccolse in un libro, Of Kennedys and Kings: Making Sense of the Sixties, l'esperienza alla Casa Bianca.

## Carriera accademica
Nel 1966, Wofford lasciò la politica per diventare presidente della State University of New York at Old Westbury. Alla Convention democratica del 1968 a Chicago, Wofford fu arrestato a causa della protesta contro la brutalità della polizia. Nel 1970, diventò presidente del Bryn Mawr College in Pennsylvania, mantenendo l'incarico fino al 1978.

## Carriera politica

### In Pennsylvania
Dopo essere stato per sette anni avvocato a Filadelfia, Wofford è stato Presidente del Partito Democratico della Pennsylvania da giugno a dicembre 1986. Nel marzo 1987 è nominato dal governatore della Pennsylvania Robert P. Casey come Segretario per il Lavoro e l'Industria.

### Elezione speciale del Senato del 1991
Il 4 aprile 1991 il senatore anziano della Pennsylvania, H. John Heinz III, morì in un incidente aereo, lasciando vacante il suo seggio al Senato. Per legge, il governatore della Pennsylvania doveva nominare un sostituto fino a un'elezione speciale. Dopo aver considerato diversi candidati potenziali, tra cui Lee Iacocca, che declinò l'invito, il governatore Casey nominò Wofford il 9 maggio 1991.
Nell'elezione speciale, tenutasi nel novembre 1991, Wofford affrontò Dick Thornburgh, ex governatore della Pennsylvania ed ex procuratore generale degli Stati Uniti d'America sotto i presidenti Ronald Reagan e George H. W. Bush. I candidati per questa elezione speciale furono scelti dai comitati dei partiti perché non ci fu tempo per lo svolgimento delle primarie. Nonostante non partisse favorito, Wofford vinse con un distacco di dieci punti percentuali.

### Elezione del Senato del 1994
Nel 1994 fu sconfitto alle elezioni per il Senato dal congressista repubblicano Rick Santorum.

## Carriera seguente
Dal 1995 al 2001, Wofford ha lavorato come amministratore delegato della Corporation for National and Community Service.
Nel 2005, ha incontrato Barack Obama e ne è diventato amico. Il 4 gennaio 2007 Wofford era presente per il giuramento del senatore Bob Casey, Jr., che sconfisse Santorum nell'elezione come senatore.

## Vita privata
Nel 1948 Wofford ha sposato Clare Lindgren con la quale ha avuto tre figli. È rimasto vedovo nel 1996. Nel 2016, si è risposato con Matthew Charlton, suo compagno di vita da quindici anni.